# Papalotla (Estado de México)
Papalotla es una localidad mexicana situada en el Estado de México, cabecera del municipio homónimo.

## Demografía
Papalotla se encuentra localizado en el extremo este del territorio del estado de México. Es una de las localidades de la Región Texcoco, fue designado por el gobierno del estado a la categoría de Pueblo con Encanto. Actualmente es una localidad turística, cuyo centro histórico es un pueblo pintoresco de la Región Texcoco.

## Historia
Los antecedentes más remotos que se tienen de Papalotla se orientan al horizonte preclásico, como lo indican los arqueólogos Eduardo Noguera y Román Piña Chan, que describen a un grupo nómada que se asentó a los márgenes del río del mismo nombre Papalotla, lo que daría pauta a una vida sedentaria.
Durante el posclásico, grupos chichimecas llegaron a asentarse a la región de Texcoco y conformaron lo que más tarde sería conocido como el imperio Acolhua. Los pueblos la jurisdicción, incluyendo Papalotla, quedaron entonces bajo su órbita. En este periodo destacó la participación de Totocahuan, natural de Papalotla, que siendo capitán de Ixtlilxóchitl Ometochtli le acompañó durante la guerra que sostuvo con Tenochtitlán, Azcapotzalco, Cohuatepec, Huexotla y Coatlinchan.

## Patrimonio

### Parroquia de Santo Toribio Obispo de Astorga
Su construcción se realizó en cinco etapas comprendidas entre los años 1747 y 1776. En su atrio se destacan las arcadas pertenecientes al estilo denominado como barroco texcocano. Justo al lado de la parroquia se encuentra el convento de las hermanas de Jesús que en su construcción posee un arco arquitectónico colonial.
La Parroquia de Santo Toribio Obispo de Astorga, ubicada en la cabecera municipal, cuenta con una extensión de 7,527.61 m² incluyendo el atrio que, hasta el día de hoy, aún conserva sus árboles de olivos centenarios sembrados los primeros frailes en alusión al huerto de Getsemaní en donde, según la tradición cristiana, Jesús solía rezar con sus discípulos. En su interior ostenta seis retablos en los que se aprecia un estilo barroco, rococó y churrigueresco.